# Kościół św. Tomasza Apostoła w Warszawie

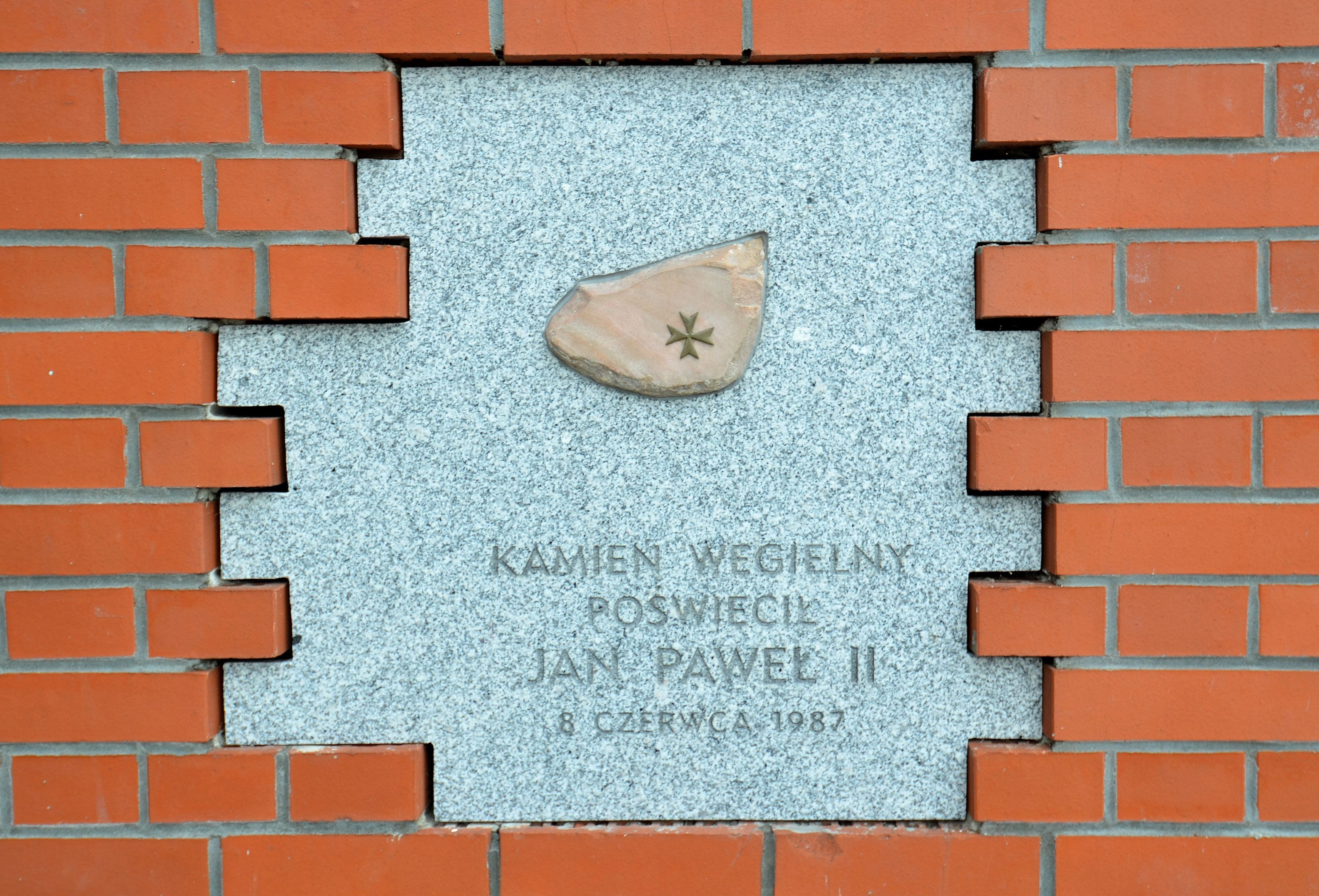
Tablica upamiętniająca poświęcenie w 1987 kamienia węgielnego przez Jana Pawła II przy wejściu do kościoła

Kościół pw. św. Tomasza Apostoła znajduje się w Warszawie w dzielnicy Ursynów, przy ulicy Dereniowej 12. W kościele przechowywana jest część relikwii św. Tomasza Apostoła, uroczyście przekazana 10 października 2007 przez abp Carlo Ghidelli, arcybiskupa archidiecezji Lanciano – Ortona.

## Historia
Początki kościoła wiążą się z budową tymczasowej kaplicy w sierpniu 1983, ukończonej w grudniu tego roku i poświęconej przez kardynała Glempa w roku następnym.
Początkowy projekt budowy kościoła na skarpie wiślanej (w miejscu wyeksponowanym) przed rokiem 1989 nie spotkał się z przychylnością władz i ostatecznie budowę zlokalizowano w centrum osiedla Ursynów Południowy. 15 czerwca 1995 prymas Polski kardynał Józef Glemp wmurował kamień węgielny pod nową świątynię (poświęcony przez papieża Jana Pawła II w dniu 8 czerwca 1987). Budowa obiektu zaprojektowanego przez architektów Andrzeja Fabierkiewicza i Stanisława Stefanowicza trwała kilka lat. 23 grudnia 2001 prymas Polski poświęcił nowo wybudowany kościół.
W pierwszym etapie ukończono budowę domu katechetycznego o nazwie Betania (1986–1992), poświęconego przez prymasa Polski dnia 12 maja 1992, będącego zapleczem parafii. Tutaj też w czerwcu 1994 otwarto pierwszy w Polsce Dom Dziennego Pobytu Fundacji Alzheimerowskiej oraz 30 listopada 1997 otwarto Galerię „TeKa” dla twórców nieprofesjonalnych.
13 września 2006 około godziny 18 doszło do pożaru dachu kościoła, w wyniku czego zniszczeniu uległo około 150 m² jego powierzchni. Przyczyną pożaru było zaprószenie ognia przez robotników pracujących na dachu świątyni.